# Тінікум Тауншип (округ Бакс, Пенсільванія)
Тінікум Тауншип (англ. Tinicum Township) — селище (англ. township) в США, в окрузі Бакс штату Пенсільванія. Населення — 3818 осіб (2020).

### Клімат
| Клімат : Тінікум Тауншип     | Клімат : Тінікум Тауншип | Клімат : Тінікум Тауншип | Клімат : Тінікум Тауншип | Клімат : Тінікум Тауншип | Клімат : Тінікум Тауншип | Клімат : Тінікум Тауншип | Клімат : Тінікум Тауншип | Клімат : Тінікум Тауншип | Клімат : Тінікум Тауншип | Клімат : Тінікум Тауншип | Клімат : Тінікум Тауншип | Клімат : Тінікум Тауншип | Клімат : Тінікум Тауншип |
| Показник                     | Січ.                     | Лют.                     | Бер.                     | Квіт.                    | Трав.                    | Черв.                    | Лип.                     | Серп.                    | Вер.                     | Жовт.                    | Лист.                    | Груд.                    | Рік                      |
| Середній максимум, °C        | 3,4                      | 5,3                      | 10,1                     | 16,8                     | 22,4                     | 27,1                     | 29,4                     | 28,4                     | 24,7                     | 18,3                     | 12,2                     | 5,8                      | 17,1                     |
| Середня температура, °C      | −1,5                     | 0,1                      | 4,3                      | 10,4                     | 15,8                     | 20,9                     | 23,4                     | 22,4                     | 18,4                     | 12,0                     | 6,7                      | 1,1                      | 11,2                     |
| Середній мінімум, °C         | −6,4                     | −5,2                     | −1,4                     | 4,0                      | 9,3                      | 14,6                     | 17,3                     | 16,4                     | 12,2                     | 5,7                      | 1,1                      | −3,6                     | 5,4                      |
| Норма опадів, мм             | 89                       | 72                       | 97                       | 105                      | 108                      | 110                      | 127                      | 103                      | 113                      | 112                      | 95                       | 104                      | 1234                     |
| Вологість повітря, %         | 67.9                     | 64.0                     | 59.4                     | 58.1                     | 62.7                     | 68.3                     | 68.3                     | 71.3                     | 72.1                     | 70.7                     | 69.0                     | 69.3                     | 66.8                     |
| ---------------------------- | ------------------------ | ------------------------ | ------------------------ | ------------------------ | ------------------------ | ------------------------ | ------------------------ | ------------------------ | ------------------------ | ------------------------ | ------------------------ | ------------------------ | ------------------------ |
| Джерело: PRISM Climate Group |                          |                          |                          |                          |                          |                          |                          |                          |                          |                          |                          |                          |                          |

## Демографія
Згідно з переписом 2010 року, у селищі мешкало 3995 осіб у 1645 домогосподарствах у складі 1118 родин. Було 1907 помешкань
Расовий склад населення:
| - 96,0 % — білих - 1,3 % — чорних або афроамериканців - 0,8 % — азіатів - 0,2 % — корінних американців |

До двох чи більше рас належало 1,1 %. Частка іспаномовних становила 2,1 % від усіх жителів.
За віковим діапазоном населення розподілялося таким чином: 18,8 % — особи молодші 18 років, 62,6 % — особи у віці 18—64 років, 18,6 % — особи у віці 65 років та старші. Медіана віку мешканця становила 48,6 року. На 100 осіб жіночої статі у селищі припадало 105,6 чоловіків;  на 100 жінок у віці від 18 років та старших — 105,4 чоловіків також старших 18 років.
Середній дохід на одне домашнє господарство  становив 87 770 доларів США (медіана — 65 907), а середній дохід на одну сім'ю — 103 809 доларів (медіана — 80 000). Медіана доходів становила 57 384 долари для чоловіків та 49 464 долари для жінок. За межею бідності перебувало 8,3 % осіб, у тому числі 16,7 % дітей у віці до 18 років та 1,9 % осіб у віці 65 років та старших.
Цивільне працевлаштоване населення становило 2010 осіб. Основні галузі зайнятості: освіта, охорона здоров'я та соціальна допомога — 21,3 %, науковці, спеціалісти, менеджери — 14,1 %, будівництво — 11,2 %, виробництво — 11,0 %.